# Tocarios

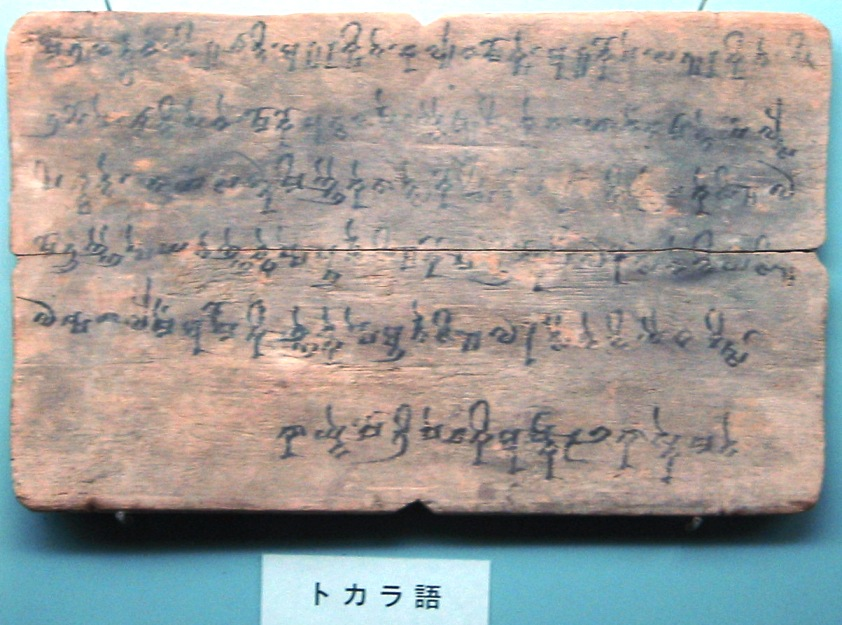
Plato de madera con una inscripción en idioma tocario. Proveniente de Kucha (China), del u ; en el Museo Nacional de Tokio (fotografía personal, 2005)

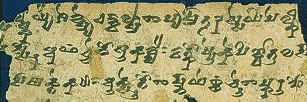
Escritura tocaria

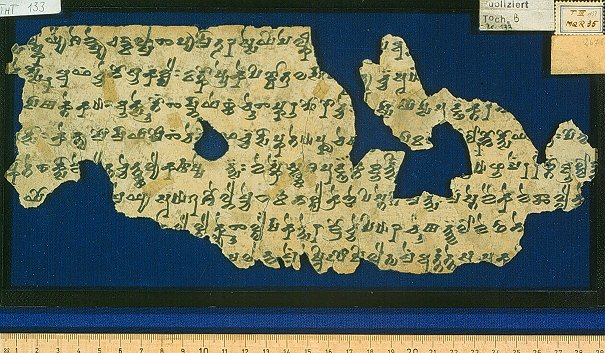
Manuscrito tocario, c. ; en la Universidad de Frankfurt (Alemania).

Migración de los tocarios.

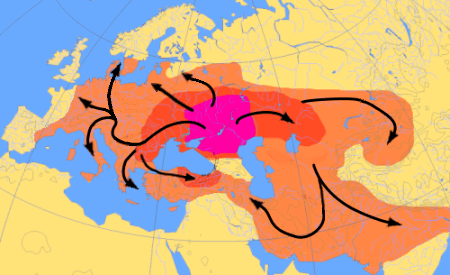
Expansión de los idiomas indoeuropeos (entre el 4000 y el 1000 a. C.), desde Rusia y Ucrania, según la hipótesis Kurgán. Hay muchas dudas, que dependen principalmente de las suposiciones acerca de los tocarios, la cultura de la cerámica encordelada y la cultura del vaso campaniforme. El área central de color violeta muestra la cultura yamna (del 4100 al 3500 a. C.); el área roja mostraría la expansión hacia el 2500 a. C. y el área anaranjada la expansión hacia el 1000 a. C.

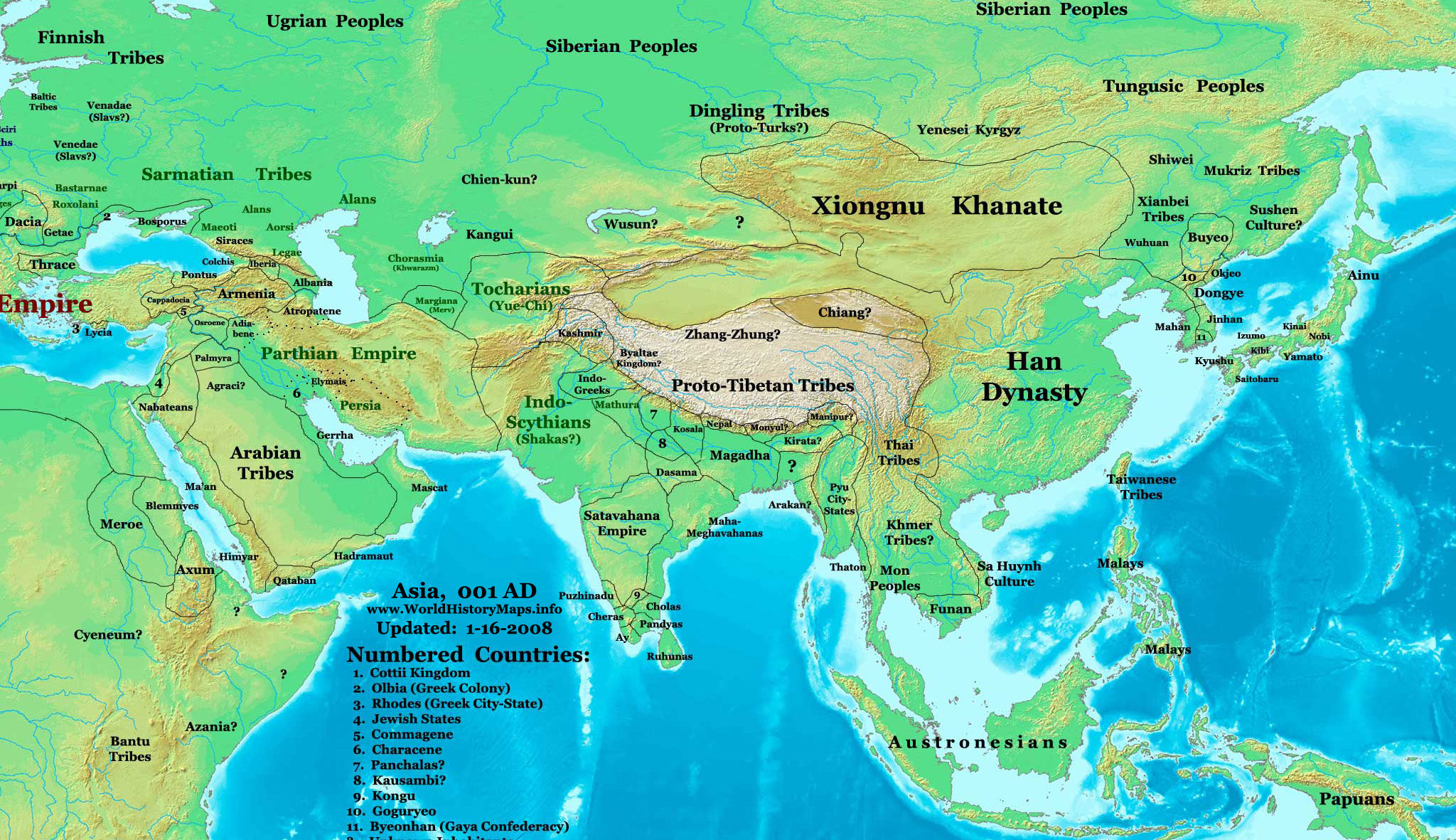
Mapa de Asia a principios del ; muestra la ubicación de los tocarios (Yuechi) en la zona de Uzbekistán.

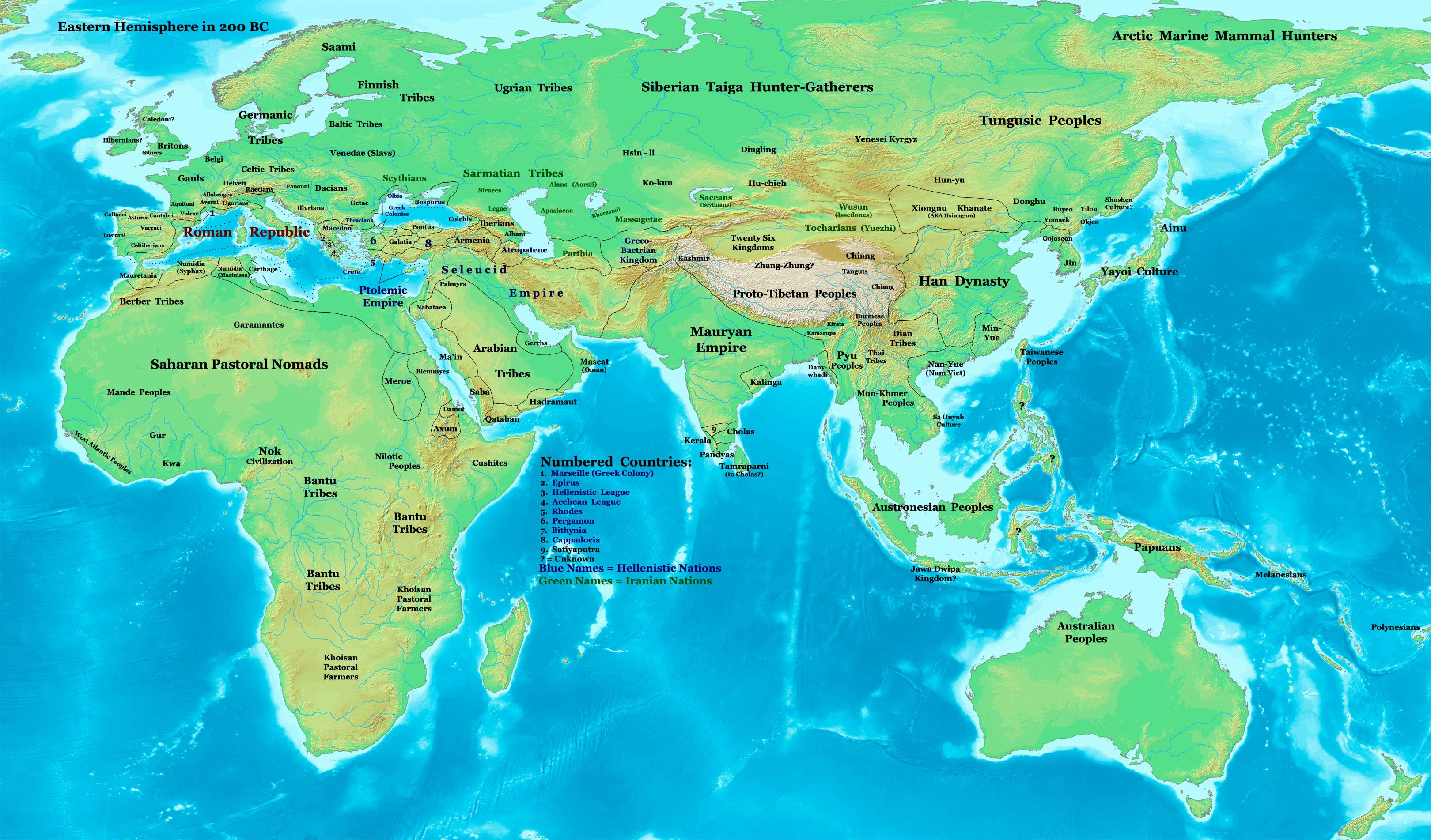
Mapa de Asia en el siglo II a. C.; muestra la ubicación de los tocarios (Yuezhi) al norte del Tíbet

Los tocarios fueron los hablantes de un idioma indoeuropeo que habitaron más al este en la Antigüedad, poblando la cuenca del Tarim en lo que hoy es la Región Autónoma Uigur de Sinkiang, en el oeste de la actual República Popular China.
Su peculiar cultura se extendió desde cerca del 1800 a. C. hasta finales del primer milenio de nuestra era.
Su lengua se conoce como tocario.
Existe cierta confusión en la historiografía tradicional en torno al término "tocario", que parece haberse usado para designar a dos pueblos diferentes. Los tocarios propiamente dichos, que hablaban una lengua "centum" y estaban asentados en la cuenca del Tarim, parecen ser identificables con el pueblo denominado wusun en las fuentes chinas. Por otra parte, el término "tocario" fue usado por los árabes para referirse a un pueblo iranio que fundó el Imperio kushán en el norte de India, y que podría ser identificable con el pueblo denominado en las fuentes chinas como yuezhi (yüeh-chi).

## Arqueología y protohistoria
A partir de los años ochenta del siglo XX, el descubrimiento de cuerpos humanos momificados naturalmente por la sequedad del Turquestán Oriental (la actual Sinkiang) evidenció que ya entre el IV milenio a. C. y principios del II milenio a. C. existía en ese extenso territorio una población de aspecto caucásico, muchos de cuyos individuos eran de cabellos rubios o pelirrojos y de ojos claros. La existencia de población con estas características se conocía desde hacía mucho tiempo merced a que era citada por fuentes chinas, que la situaban en la cuenca del Tarim y en Zungaria.
Un artículo presentado por los arqueólogos Hemphill y Mallory en 2004 llegó a las siguientes conclusiones:

Este estudio confirma la aserción de Han (1998), según la cual los ocupantes de Alwighul y Krorän no derivaban de poblaciones protoeuropeas esteparias, sino que mantenían en gran parte íntimas afinidades con poblaciones del Mediterráneo Oriental. Aun más, los resultados demuestran que tales pueblos del Mediterráneo Oriental también pueden haber fundado los centros urbanos de la civilización del Oxus (cultura de Amu Daría) localizados en el norte y el oeste de Bactriana. Existen especialmente íntimas afinidades entre Krorän, el último de los hallazgos del Sinkiang y Sapalli, el primero de los hallazgos en Bactriana, mientras que Alwighul y otros yacimientos tardíos de Bactriana exhiben mayores distancias de afinidad fenotípica. Así, este yacimiento puede reflejar una posible variación de los contactos interregionales en el Asia Central durante las primeras centurias del segundo milenio antes de Cristo.

Sin embargo, otra teoría estima que los establecimientos de la cuenca del Tarim y la cuenca de Turpán fueron originados por pueblos de las estepas y de las montañas ubicadas inmediatamente al norte y al oeste del Asia Central. Tales pueblos son relacionados con la cultura Afanasevo y la cultura Andrónovo; ambos grupos colonizadores habrían explotado los ambientes del Tarim y de Turfán mezclando sus modos de producción agrícola.
La cultura Afanasevo, formada en la periferia oriental del continuum de la zona de los lenguajes indoeuropeos, ha tenido su centro al norte de los mares Negro y Caspio, y —según la teoría de J. P. Mallory y Victor H. Mair (2000)— en ella se encontraría el origen del idioma tocario.
Los análisis de los productos textiles correspondientes a las momias del Tarim muestran ciertas similitudes con las civilizaciones europeas de la Edad de Hierro europea (por ejemplo, con La Tène) datadas hacia el 800 a. C.; incluyen tales textiles el tejido cruzado de sarga, llamado en inglés twill, y el tartán.
Las momias femeninas llevan un tipo de falda muy similar a las que se encuentran preservadas en yacimientos de la Edad de Bronce Nórdica.
Equivocadamente, dado que muchas de estas momias vestían el tipo de tela llamado tartán, algunos han supuesto y suponen que se trataba de poblaciones celtas. Los estudios genéticos y lingüísticos desmienten la exactitud de tales aseveraciones.
Lo más probable es que se trate de poblaciones con orígenes paleoeuropeos: en el cuarto milenio a. C. existían al norte del mar Negro tales poblaciones paleoeuropeas a las cuales algunos investigadores vinculan directamente con la llamada cultura de los kurganes (o cultura kurgán) o con la ya referida cultura Afanasievo.
En el segundo milenio a. C. se levantó en las cercanías del lago Lop Nor la necrópolis llamada Qäwrghul, correspondiente al antiguo reino tocario de Kroraina. En tal necrópolis se encuentran individuos con características somáticas paleoeuropeas.
Estas poblaciones paleoeuropeas se difundieron en el tercer milenio a. C. hasta la cuenca alta del Yenisei, en el sur de Siberia.
De todos modos no se puede identificar inmediatamente a tales paleoeuropeos con la cultura llamada de los tocarios. Tal cultura tocaria habría surgido, a partir de poblaciones paleoeuropeas, tras una larga evolución y constituido sus elementos más característicos en la serie de oasis de riego de la cuenca del Tarim ya en tiempos históricos.
Los chinos han conservado en relación con el pueblo tocario valiosos testimonios en sus escritos antiguos, pero no se encuentran en tales escritos indicaciones claras respecto al llamado idioma tocario.
Por otra parte, la historia china comienza a ser tal a partir de Sima Qian, de modo que antes de tal historiador, así como la historia escrita china no existe como tal, menos aún puede existir desde las fuentes chinas una historia de los tocarios.
En todo caso las crónicas chinas distinguen cinco parcialidades yuezhi: las de los Xiemí, Guishuang, Shangmi, Xidum y los Dümi. De las cinco parcialidades, la de los Guishuang sería la más renombrada.
Se debió esperar a que se produjeran las expediciones arqueológicas de inicios del siglo XX para saber a ciencia cierta que el tocario era un idioma indoeuropeo.
Las expediciones dirigidas por el inglés Aurel Stein, los alemanes Albert Grünwedel y Albert von Le Coq, el francés Paul Pelliot, junto a otras japonesas y rusas permitieron el descubrimiento de numerosas ruinas y grutas que han dado gran información respecto a los tocarios, en especial los de la época budista.
Las fuentes chinas antiguas mencionan la existencia de los quanrong (quan: ‘perro’, rong: ‘bárbaro del oeste’) en el país de las Arenas Móviles (el desierto de Takla Makan). Estos quanrong eran pastores y poseían características guerreras (combatían a caballo usando el arco y la flecha).
El rey Mu de la dinastía Zhou, que reinó de 1001 a 967 a. C. (según la cronología tradicional china), les atacó en su propio territorio y aprisionó a cinco de sus reyes, lo que demuestra que para esa época los quanrong (luego yuezhí) no formaban un Estado único.
Existen varias razones para suponer que los quanrong eran en efecto los tocarios, o sus ancestros directos.
Por ejemplo, tanto para los llamados quanrong como para los tocarios (y esto está comprobado fehacientemente entre los tocarios kuchianos), el color blanco poseía una simbología mística asociada a la deidad solar. También entre los quanrong y los tocarios se señala la existencia de festines en los cuales una sola joven servía de beber y comer a varios hombres.
Según Georges Dumézil tales festines serían rituales místicos ligados a la cuestión de la inmortalidad o la búsqueda de una eterna juventud.
Por consiguiente, se puede admitir que los tocarios se hallaban en la Cuenca del Tarim al menos desde el siglo X a. C., deducción compatible con la de los orígenes paleoeuropeos de este pueblo.
Sin embargo, los habitantes de la Cuenca del Tarim en el primer milenio a. C. ya no son de tipo exclusivamente paleoeuropeo. Durante un largo período se habría producido una fuerte mixogénesis; los tocarios del período búdico eran nacidos de tal fusión.

## El territorio de los tocarios

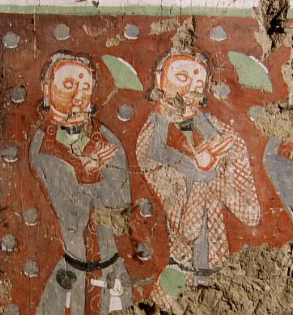
Figuras tocarias de las cuevas de Kizil en Sinkiang, –.

El núcleo histórico de la civilización tocaria fue el actual Sinkiang, más exactamente esta civilización prosperó en la cuenca del Tarim. El territorio en cuestión era estepario ya hace cuatro mil años, desarrollándose importantes ciudades en los oasis. El elenco de las más importantes actualmente conocidas es de este a oeste el siguiente: Hami, Turfán (o Turpán), Karachahr, Kucha, Aksui y Kashgar (téngase en cuenta que casi todos estos topónimos son muy posteriores al poblamiento tocario).
Todas las ciudades reseñadas resultaron capitales de reinos tocario. Otras ciudades y otros reinos —aún más ignotos— han existido en el sur de la Cuenca del Tarim pero han desaparecido ante el avance de las arenas.
Esta civilización no poseía un Estado unificado tocario debido principalmente a las grandes distancias existentes entre los oasis.
La Ruta de la seda recorría la Cuenca del Tarim hasta el antiguo límite occidental chino en las Puertas de Lulán. Los oasis en los cuales vivían los tocarios eran jalones o etapas obligadas de tal ruta, de modo que los pueblos tocarios, al tiempo que cultivaban sus tierras fértiles, se vieron beneficiados con el comercio que por ella se desarrollaba.
No sólo mercancías discurrían de un extremo al otro de Eurasia por tal ruta, sino —quizá lo más importante—información en forma de rasgos culturales (por ejemplo: artes, religiones, formas de escrituras, etc.).
Hacia el verano del año 629 d. C. el célebre monje budista chino Xuanzang se dirigió a la India atravesando territorios tocarios. Respecto a uno de los principales reinos de este pueblo, el reino de Kucha, refiere: «El suelo es favorable al sorgo rojo y al trigo, produce además la raíz llamada gengtao (probablemente el ginseng), vides, granadas, gran cantidad de peras, duraznos y almendras. Se encuentran minas de oro, cobre, hierro, plomo y estaño».
Al sur de Karachahr o Karashahr se hallaban importantes minas de plata usadas para la acuñación de monedas.
Poco tiempo después del año 400 d. C., otro viajero chino, Zhimeng, relata que en «la ciudad de Kucha existen altas torres y palacios de varios pisos decorados con oro y plata».
Los chinos quedaron embelesados por el magnífico palacio real de tal ciudad, en donde las salas estaban ricamente exornadas con oro, jade y langgan. El langgan sería una variedad roja de jade que las poblaciones de la Cuenca del Tarim vendían a China. De tales magnificencias sólo restan algunos escritos y ruinas.
El tocarólogo Douglas Q. Adams ha estimado que hacia el siglo VIII d. C. sólo el reino de Kucha (y sus vasallos) tenía una superficie de aproximadamente 140.000 km² y una población de 450.000 habitantes (aproximadamente la misma cantidad que en la Inglaterra de entonces).
En los textos chinos la ciudad capital de tal reino era llamada Yiluolu y a tal ciudad le estimaban una circunferencia de casi 10 km.

## El nombre «tocario»
Hacia el 176 a. C. los xiongnu atacaron a los kushán/yuezhi del Gansú occidental y les obligaron a refigurase, primero en el valle del río Ilí, después en la Sogdiana y, finalmente, en la Bactriana (actual territorio de Kirguistán y Afganistán). Es por este motivo que en el siglo II a. C. los griegos los encuentran y les dan el nombre de τóχαροι (pronunciado tójari), de allí el latín tocharii (en singular tocharius).
Algunos testimonios de tal apelativo griego se encuentran documentados por Estrabón (11.8.2) y luego por Ptolomeo (6.11.6); este último les llamaba tagouraioi.
Ahora bien, Thagurus era el nombre que en la Antigüedad los latinos le daban a la Serindia (es decir al territorio principal recorrido por la Ruta de la Seda).
Este mismo territorio era llamado Tukaras o Tusharas (en sánscrito) y Tu-hu-lo (en chino).
La instalación de este pueblo en la Bactriana hizo que tal territorio fuera denominado por los persas Tojaristán, y también como fue conocido como Tokaristán o Tokaria durante todo el primer milenio de la era cristiana.
Para entonces un texto en turco designa a la lengua hablada en dicho país como twqry.
El nombre tocario, entonces, parece haberles sido dado por los griegos probablemente a partir de fuentes hindúes o persas.
Sin embargo, los hindúes —que padecieron su invasión y la instalación de un imperio dominado por este pueblo— los llamaron kushán o kushan, es probable que el nombre hindú sea más próximo al nombre que a sí mismos se aplicaban en esa época los tocarios.
En efecto, el nombre tocario no corresponde al nombre que se daban los tocarios del importante reino de la Cuenca del Tarim, cuya capital estaba en la ciudad aún hoy llamada Kusha o Kucha.
Merced a textos de este reino se sabe que el gentilicio singular que usaban era el de kushiññe.
Por otra parte el antiguo nombre de la ciudad de Turfán fue Kushí o Gushí.
Según algunos investigadores, los tocarios —o parte de ellos— se autodenominaban arcia y serás (lo cual explicaría un poco el apelativo to-caroi o luego tocario que les dieron los griegos), por tal motivo se dice que su territorio ancestral fue llamado Serica pasando, por metonimia, luego tal nombre a ser aplicado por los europeos a China con el significado de ‘país de la seda’.
El nombre Kushan se habría generalizado (acaso substituyendo en gran medida al de Arcia), cuando en el siglo I a. C. la parcialidad guishuang se transformó en la predominante.
Un texto chino datado en el siglo I, proveniente de Dunghuang (en el extremo oriental de la Cuenca del Tarim) comenta que el reino que se encontraba entre Kucha y Turfán —es decir, el llamado en sánscrito Agní, cuya capital era la ciudad llamada Karachar— estaba poblado por los yue-che o yuezhí. En chino esta palabra significa ‘linaje de la luna’ (yue: ‘luna’, che o zhi: ‘linaje’), quizás porque los antiguos tocarios rindieron un especial culto a la luna como deidad de la fertilidad, o, probablemente porque yuezhi mantenía cierta parofonía con la denominación original que los tocarios se daban a sí mismos. Pese a las diferentes familias de lenguas, existe alguna similitud entre kushiññe y la palabra compuesta china yuezhí, en cuanto al nombre kushiññe y el de la importantísima parcialidad que los chinos llamaron guishuang, la relación es casi obvia.
La ecuación yuezhi = tokharoi está admitida por numerosos especialistas, aunque aún es difícil demostrarla de un modo absoluto.
En 1966, el sinólogo Edwin G. Pulleyblank aportó numerosos y excelentes argumentos para demostrar que los yuezhi hablaban el llamado tocario.
En cambio parece muy audaz —y poco probable— la opinión del lingüista inglés W. N. Hennings quien ha sugerido que los tocarios eran los antiguos gutis o guteos emigrados desde la región del Cáucaso hasta el Asia Central.

## Historia
Los hallazgos arqueológicos aún no han develado el «misterio tocario», pese a haberse encontrado escritos (muchos de ellos realizados sobre papel que los tocarios adquirían de los chinos) e incluso pinturas que los figuran.
Faltan coherentes crónicas o historiografías que puedan haber sido desarrolladas por el pueblo que es llamado tocario.
Gran parte de los datos históricos se basan en los hallazgos arqueológicos y en relatos casi legendarios realizados por gentes de otros pueblos (chinos, griegos, persas, hindúes). De este modo es que gran parte de la actual historia que se puede mencionar en relación con los tocarios se confunde con la protohistoria y por tal motivo de lo poco que aún se sabe mucho ya se ha dicho en el acápite «arqueología y protohistoria».
Las fuentes chinas de la dinastía Han señalan que hacia el siglo II a. C. los yuezhi de la Cuenca del Tarim y Turpan fueron atacados y vencidos por los nómadas procedentes de la actual Mongolia llamados por los chinos como xiongnu.
Por este motivo, tras la derrota sufrida ante los xiongnu en el 162 a. C. gran parte de los yuezhi emigró al territorio llamado actualmente Ganzu por una parte y por la otra -mientras eran perseguidos por la coalición de xiongnu y wusun, los yuezhi/tocarios atacaron a un reino sai (saka) ubicado en la zona del Ili y el lago Ysik Kul, tras esto marcharon sobre los territorios de la civilización eminentemente urbana llamada por los chinos Ta-Yuan (Fergana), luego avanzaron más al sur desplazando a los sakas de Sogdiana, pero los wusun en el 132 a. C. volvieron a derrotarlos y les forzaron a migrar hacia la Bactriana, en este último país es donde los griegos los encontraron y, como se ha visto, les llamaron tocarios.
Por otra parte, es altamente probable que una buena cantidad de integrantes de este pueblo se hayan mantenido en la zona de la ciudad de Karachahr y allí hayan fundado el reino llamado por los hindúes (en sánscrito): Agní, ello explicaría que la misma lengua se hablase en Bactriana y en la zona de Karachahr.
En tiempos de la dinastía Han los chinos respondieron a los ataques de los Xiongnu con fuertes contraataques en la Cuenca del Tarim, de modo que los yuezhi o tocarios se encontraron en una penosa situación entre ambos poderosos rivales, tal situación duró centurias. El emperador han Wudi intentó llevar a cabo una operación diplomática en el año 138 a. C. enviando un emisario, Zhang Qian, hacia el territorio de los llamados yuezhi con el fin de organizar un frente común para frenar el poder y agresividad de los xiongnu. Aprovechando la misión, este diplomático habría recogido información de las regiones por las que pasó, incluyendo la de los tocarios, y estableciendo alianzas con todos ellos. Habría observado la presencia de productos chinos en la zona, hecho que evidenciaba la existencia de alguna ruta comercial desconocida por la corte imperial han y que unía el sur de China con la India (Shendu) y los reinos de Asia central.
Los relatos de los esfuerzos diplomáticos desplegados por los chinos para obtener la sumisión de los reinos y pueblos de la Cuenca del Tarim, en donde la situación de guerra era continua atiborran las crónicas chinas de la dinastía Han.
Pero tales crónicas mencionan los conflictos entre los reinos y nada dicen de la situación interna de cada reino yuezhi.
De los textos tocarios que nos han llegado casi no se obtiene información útil.
Se sabe que los reyes de Kuchi y de Agni se proclamaban Grandes Reyes siguiendo el modelo de los grandes reyes hindúes (los Maharajá).
Para esa época se mencionan a reyes que usaban nombres sánscritos, tal como Suvarna Pushpa (‘flor de oro’) quien reinó al menos desde el 618 d. C. y su hijo Suvarna Deva (en el dialecto tocario de Kucha: Sarainatepe (dios de oro) quien reinó en Agni/Karachahr a partir del 624.
Lo concreto es que en el siglo V de nuestra era ya se habían restablecido los estados tocarios de la Cuenca del Tarim y gozaban de prosperidad, mientras que desde el 125 a. C. los tocarios establecidos en Bactriana, atacaban a los últimos reyes helenísticos y luego invadían el norte de la India (incluyendo la mayor parte del territorio correspondiente al actual Pakistán) creando el llamado Imperio kushán.
Los reyes tocarios establecidos en Bactriana tendieron a imitar muchas de las costumbres griegas de los reyes greco-bactrianos, entre otras usaron el alfabeto griego tal cual se observa en la numismática que realizaron.
Un hecho importante de la historia tocaria fue la conversión al budismo, más precisamente a la escuela búdica llamada sarvāstivāda rama del budismo theravāda o hināyāna.
Se ignora aun cuando se inició la conversión al budismo, aunque se sabe que ya hacia el 300 d. C. el budismo se encontraba floreciente en la importante ciudad de Kuchi.
Entre los pueblos convertidos al budismo junto a los tocarios se encontraban los jotanios, pueblo de lengua irania establecido en Jotán o Khotan en el suroeste de la Cuenca del Tarim, ciertos términos búdicos usados por los tocarios kuchianos son de origen jotanés.

En el siglo IV el tocario ya se escribía en una variante antigua de sánscrito llamada brahmi.
En tocario con alfabeto brāhmī se encuentran traducidos varios sutras.
El budismo parece haber tardado siglos en imponerse sobre las antiguas tradiciones religiosas de los tocarios.
Por ejemplo en Agni, datadas de inicios del siglo II, se han encontrado estelas que corresponden a la antigua religión tocaria.
Es evidente que se produjo una síncresis entre el budismo y los antiguos cultos, por esto, lo mismo que el budismo devino chino en China, tibetano en el Tíbet, japonés en el Japón, también fue tocario entre los tocarios.
Por ejemplo, los habitantes del reino de Kuchi creían en deidades sincréticas tales como el Dios-Sol-Omnisciente (el Omnisciente es Buda, y Dios Sol es el nombre de una antigua deidad tocaria).
Este pueblo veneraba al sol (al cual, como se ha dicho, se asociaba el color blanco), en particular al sol naciente: para ellos, el Este era la dirección de referencia (su Norte).
Así, los textos del budismo tocario hablan de la «elevación del Dios-Sol de la Omnisciencia» y de Ylaiñäkte (el dios del trueno).
Por su parte, los tocarios, en gran medida merced al Imperio kushán y a las traducciones de los textos sánscritos han contribuido a la difusión del budismo en China.
En 1913, Sylvain Lévi ha señalado que ciertas expresiones del budismo chino no provienen del sánscrito sino del tocario.
Por ejemplo, el hecho de hacerse monje se dice en sánscrito «marchar hacia adelante». En cambio, los textos del tocario kuchiano y los chinos usan la expresión «salir de la casa». Para designar a las «herejías», los kuchianos usaban términos del sánscrito tales como mithyā drishti (‘visión o doctrina engañosa’), pero también un adjetivo en su idioma: pärnaññe (‘exterior’, ‘extraño’) y los chinos llamaron a las herejías wai-tao o waidao (‘camino externo’).
De este modo, la Cuenca del Tarim ha sido más que un simple segmento en la ruta del budismo hacia el Oriente de Asia, con los tocarios el budismo ha obtenido una «coloración local» antes de reemprender su marcha.

### Exterminio de los tocarios
La dinastía china de los Tang, creada en el 618 por Li Yuan, se enfrentó con los köktürks o turcos azules establecidos en Mongolia y citados por los chinos con el nombre de tujue.
Desde el acceso al trono por parte de Li Yuan, el rey tocario Suvarpushpa le envió embajadores y señales de amistad. Su sucesor, Suvarnadeva, mantuvo relaciones de amistad con el Imperio chino, pero se alineó con los turcos azules. Otros soberanos tocarios de la Cuenca del Tarim habrían tenido una actitud similar.
Suvarnadeva murió en el 646 d. C., de modo que fue su hermano Harí Pushpa (‘flor de [el dios] Harí’) quien debió afrontar la enérgica reacción china.
En efecto el imperio chino envió numerosas tropas hacia la Cuenca del Tarim.
Los tocarios kuchianos empeñaron todas sus fuerzas en esta guerra y llegaron a ultimar a un general chino que había sido victorioso en Karachahr; pero en el año 648 fueron vencidos.
Como represalia, las tropas chinas arrasaron cinco ciudades y masacraron a sus habitantes («miríadas de varones y mujeres»), como lo reporta lacónicamente una de las crónicas chinas.
Tras esto, la civilización tocaria fue progresivamente sinizada.
En el 749 d. C., el Imperio de los uigures sucedió al de los turcos blancos en Mongolia. El imperio uigur cayó en el 840 ante la invasión de los kirguises.
Los uigures, huyendo de Mongolia, se refugiaron en el Gansu (allí sus descendientes son los yugur) y luego en la Cuenca del Tarim —principalmente en Turfán—, donde se mezclaron con los tocarios.
La mixogénesis se produjo de tal modo que la lengua de los tocarios desapareció gradualmente. Una explicación para la extinción del idioma tocario es que los uigures eran bastante más numerosos que los tocarios.
Por otra parte, cuando los uigures vivían en Mongolia ya se habían convertido al maniqueísmo.
En contacto con los tocarios, los uigures devinieron gradualmente en budistas. Incluso florecía en el siglo IX entre los uigures y tocarios el cristianismo nestoriano. Habrían pervivido numerosos vestigios y elementos de la cultura de los tocarios si los uigures no se hubieran convertido al islam a inicios del segundo milenio.
Como dato curioso corresponde mencionar que al principiar el siglo XX, los habitantes de Kucha tenían la fama de hablar de un modo extraño entre los otros pueblos de la Cuenca del Tarim, hablaban en verso.
Como lo ha supuesto Sylvain Lévi, tal modo de hablar se trataría de una herencia dejada por los antiguos tocarios.